# 森德灵的圣诞杀人夜

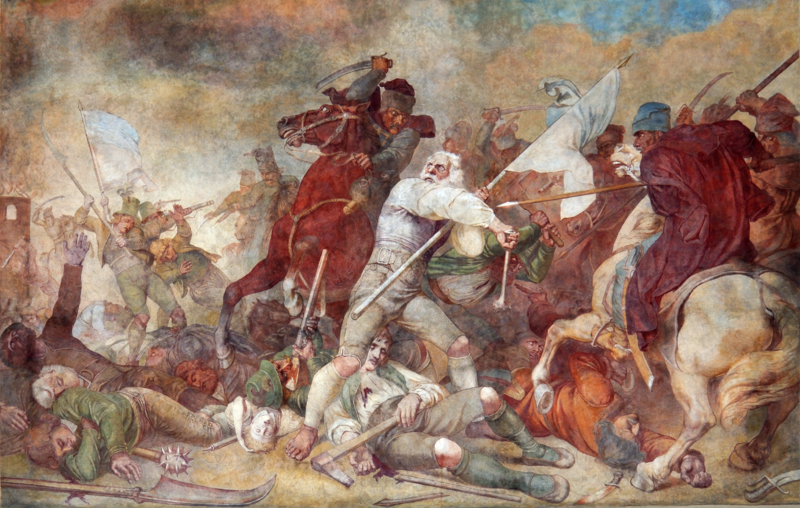
森德灵的圣诞杀人夜

森德灵的圣诞杀人夜是1705年，位于慕尼黑城区西南方2公里处的森德灵发生的屠杀事件。1705-1706年巴伐利亚起义期間，曾有一支反抗哈布斯堡君主國的农民起义军朝慕尼黑进军，但因被内鬼出卖而遭屠杀，约1100名农民遇难。